# BroadBridge Media
Pour les articles homonymes, voir BBM.
BroadBridge Media LLC ou BBM, anciennement HyperLOCK Technologies Inc., est l'entreprise qui a développé les technologies HyperCD®, HyperDVD™ et HyperBROADCAST™. Elle fut créée en 1996.
Les technologies HyperCD et HyperDVD consistent à proposer des suppléments multimédia (image, audio et vidéo) avec les CD et DVD pré-enregistrés (albums musicaux, films, …). Cela impose l'installation d'un logiciel qui autorise l'accès au contenu du disque et à des fichiers Internet : les fichiers de supplément enregistrés sur les supports matériels (CD et DVD) sont incomplets, une petite partie doit être récupérée sur l'Internet. Le résultat s'affiche dans un navigateur web. 
Le système HyperCD est sorti en juin 1998. La société HyperLOCK Technologies Inc. est devenue BroadBridge Media LLC en 1999.
En 2000, la société a oublié de renouveler la réservation du nom de domaine hypercd.com, et trois semaines plus tard, c'est un particulier canadien qui s'en est porté acquéreur ; ce dernier, un dénommé Henderson, et un cybersquatteur connu. Ce cas de cybersquattage est d'autant plus problématique que c'est par ce nom de domaine que l'on peut accéder au contenu protégé (avec une adresse de la forme http://nom de l'œuvre.hypercd.com). Les tribunaux ont réattribué le nom de domaine à l'entreprise en application de la loi anti-cybersquattage (ACPA, Anticybersquatting Consumer Protection Act).
La société a été liquidée en 2001 et vendue à Octopus Media LLC. Octopus Media a revendu la propriété intellectuelle de HyperCD à la Sharp Holding Corporation (Delaware) en mai 2003 (anciennement Celebrity Entertainment Group). Sharp Holding a été fusionné en 2010 avec l'entreprise Cooper Hunting Industries, une entreprise spécialisée dans le matériel de chasse, pour former la Cooper Holding Corp.